# John Whitney
John Whitney, Sr. (8 abril, 1917 – 22 setembre, 1995) era un animador, compositor i inventor estatunidenc, àmpliament considerat per ser un dels pares de l'animació per ordinador.

## Vida
Whitney va néixer a Pasadena, Califòrnia i va anar a la universitat Pomona. Els seus primers treballs fílmics eren pel·lícules en 8mm d'un eclipsi lunar que va fer amb un telescopi casolà. Al1937-38 va estar un any a París, estudiant dodecafonisme amb René Leibowitz. El 1939 va retornar a Amèrica i va començar a col·laborar amb el seu germà James en una sèrie de pel·lícules abstractes. La seva feina, Cinc Exercicis de Pel·lícula (1940–45) va ser atorgat un premi pel so a la Primera Competició Internacional de Pel·lícules Experimentals a Bèlgica al 1949. El 1948 va ser atorgat una Beca Gugghenheim.
Durant la dècada dels 50s Whitney va utilitzar les seves tècniques d'animació mecànica per crear seqüències per anuncis i programes televisius. Al 1952 va dirigir pel·lícules d'enginyeria en projectes de guiatge de míssils. Un de les seves feines més famoses d'aquest període és l'animació de la seqüència de títol de la pel·lícula d'Alfred Hitchcock del 1958 Vertigo, en la qual va col·laborar amb el dissenyador gràfic Saul Bass.
Al1960, va fundar Motion Graphics Incorporated, que utilitzava un ordinador mecànic analògic d'invenció pròpia per crear imatges en moviment i seqüències de títol per a televisions i anuncis. L'any següent, va reunir un conjunt dels efectes visuals que havia perfeccionat utilitzant el seu dispositiu, i el va titular senzillament Catalog. Al 1966, IBM va atorgar a John Whitney la seva primera posició d'artist-in-residence.
Al 1970s, Whitney havia abandonat el seu ordinador analògic a favor de processos més ràpids, digitals. Va ensenyar els primers gràfics d'ordinador en classes a la UCLA el 1972. El pinacle de les seves pel·lícules digitals és la seva feina de 1975 Arabesque, caracteritzada per colors i formes psicodeliques florint. Al 1969-70 va experimentar amb gràfics en moviment a través de la programació per ordinador al California Institute of Technology. La seva feina durant el 1980s i 1990s, va veure's beneficiada per ordinadors més ràpids i la seva invenció d'un programa de composició àudio-visual anomenat Whitney-Reed RDTD (Radi-Diferencial Theta Diferencial). Feines d'aquest període com Moondrum (1989–1995) utilitzaven música composta pel mateix i sovint va explorar temes místics o natiu-americans.
Tots els fills de John Whitney (Michael, Mark i John Jr.) són també cineastes.
Moltes de les seves pel·lícules (i algunes del seu germà James Whitney), van ser conservades pel Centre de Música Visual a Los Angeles; i transferències d'HD de la seva preservació han estat en exposicions d'importants museus incloent-hi el Visual Music at MOCA al Museu Hirshhorn (2005), Sons et Lumieres al Centre Pompidou (2004–05), La Tercera Ment al Museu Guggenheim, i altres.

## L'ordinador mecànic analògic de Whitney
L'ordinador mecànic analògic de Whitney que va utilitzar-se per crear majoria de les seves animacions més famoses va ser construïda convertint el mecanisme d'un director antiaeri M-5 de la Segona Guerra Mundial Més tard, Whitney va augmentar el mecanisme amb un mecanisme M-7, creant un màquina de més de 3m i mig d'alçada. Les plantilles de disseny es col·locaven en tres capes diferents de taules rotatives i eren fotografiades per càmeres rotatives de múltiple eix. El color s'afegia durant la impressió òptica. El fill de Whitney, John, Jr., va descriure el mecanisme el 1970 com:
| “ | No sé quants moviments simultanis poden passar al mateix temps. Hi deu haver com a mínim cinc maneres diferents d'operar l'obturador. L'eix d'entrada de la càmera rota a 180 rpm, cosa que dona com a resultat fotografies a una velocitat de 8 f/s. Aquest temps cíclic és constant, no variable, però mai dispara tant ràpid. Triga uns nou segons en fer una revolució. Durant aquest cercle de nou segons les taules van girant en els seus eixos mentre simultàniament van girant els altres eixos movent-se horitzontalment a través del rang de la càmera, que pot estar girant o fent zoom amunt i avall. Durant aquesta operació, podem tenir l'obturador obert tota l'estona o només al final durant dos segons, o al principi, o durant la meitat del temps si volem fer slit-scanning | ” |